# Florin Tudose
Florin Tudose (n. 1952, București – d. 12 octombrie 2014, Coșereni, Ialomița) a fost un profesor universitar și doctor în științe medicale. A fost șeful Clinicii de psihiatrie la Spitalul Universitar de Urgență București (SUUB).

## Biografie
Tudose a absolvit Facultatea de Medicină și Farmacie Carol Davila, devenind medic psihiatru.
În 1980, împreună cu C. Gorgoș,  a pus bazele primului centru de sănătate mintală (CSM) din România.
A lucrat ca profesor universitar din 1999 și a predat cursuri de psihiatrie, psihopatologie și psihologie clinică. A publicat  peste 30 de cărți de specialitate (singur sau cu alți colaboratori) și aproape 200 de articole din domeniul psihiatriei. Tudose era invitatul unor emisiuni TV cum ar fi "Canapeaua electorală" de la Realitatea TV.

## Lucrări publicate
- Vademecum în psihiatrie (1985)
- Orizonturile psihologiei medicale (2003)
- Sindroame rătăcitoare (2005)
- Psihiatrie în practica medicală (2007)
- Tratat de psihopatologie și psihiatrie pentru psihologi (2011)
- Psihiatria medicului de familie (2013)
- Psihopolitica recidivă (2014)

## Legături externe
- DR. Florin Tudose: "Paradoxal, în era Internetului și a telecomunicațiilor, care facilitează la un nivel inimaginabil comunicarea interumană, oamenii devin tot mai singuri”, Ion Longin Popescu, Formula AS - anul 2012, numărul 1040
- "INTERVIURI DE TOP" - Prof.dr. Florin Tudose: "Cocalarii și pițipoancele distrug moralul națiunii" Arhivat în 18 octombrie 2014, la Wayback Machine., 20 august 2013, Viața liberă Galați
- Prof. Univ. Dr. FLORIN TUDOSE - "Demonstrațiile împotriva proiectului Roșia Montană sunt un moment de retrezire a societății civile, care descoperă că are multe de spus" - Spectator, Ion Longin Popescu, Formula AS - anul 2013, numărul 1087
- Un vis se pregateste sa moara: Casatoria - Opinia psihologului Florin Tudose, Ruxandra Constantinescu, Formula AS - anul 2008, numărul 805
- Dragoste la 50 de ani?, Sorin Preda, Formula AS - anul 2008, numărul 819
- "Varsta a treia = sfarsitul vietii?", Ruxandra Constantinescu, Formula AS - anul 2009, numărul 858